# Teodosi III
Teodosi III (en grec: Θεὸδοσιος,Theodosios ) fou un emperador romà d'Orient (715-717) i anteriorment cobrador de taxes.

## Ascens al poder
L'emperador Anastasi II va donar el comandament de la flota romana d'Orient contra els àrabs al gran tresorer de l'Imperi Joan, almirall i diaca de Santa Sofia, que va sortir de la capital el 715; però l'expedició va fracassar i va esclatar un motí als vaixells romans d'Orient del tema d'Opsícion; Joan fou mort pels amotinats. Potser el motí tenia a veure amb el fet que el juny del 713, Anastasi II, quan va assumir el poder, havia encegat Jordi Bourafos, comte d'Opsícion, autor de l'atemptat contra Filípic Bardanes el seu predecessor. Després de l'assassinat van anar cap al nord i van desembarcar a Adramítium.
Teodosi era recaptador de taxes però devia tenir simpaties a la flota perquè fou proclamat emperador pels amotinats, segurament contra la seva voluntat, ja que el cronista Teòfanes el Confessor diu que Teodosi va fugir als boscos però els amotinats el van perseguir, el van convèncer que tornés i acceptés la proposta.
Teodosi es va presentar amb la flota a Constantinoble. Anastasi va deixar una forta guarnició a la capital i es va traslladar a Nicea per assegurar la zona. A finals del 715 la capital, després de sis mesos de setge, estava a punt de ser ocupada i Teodosi hi va entrar els primers dies de gener del 716. Anastasi II que era a Nicea, es va rendir a canvi de salvar la vida, cosa que li fou concedida i Teodosi fou coronat com Teodosi III mentre Anastasi es retirava a un monestir a Tessalònica. Hi havia, però, alguns generals que no el van voler acceptar, entre ells estaven: Lleó, l'estrateg d'Anatòlia, i Artabasd, l'estrateg d'Armènnia.
Es tenen poques dades sobre el breu regnat de Teodosi. Se sap que poc després de ser coronat va haver de fer front a una invasió àrab a la regió d'Anatòlia, comandada per l'emir Màslama que també van atacar per mar. El 716 va signar un tractat amb Kormesiy, lloctinent de Tervel de Bulgària, favorable als búlgars, en un intent de trobar suport contra la invasió àrab; aquest acord seria reclamat quan el 719 els àrabs van assetjar Constantinoble.

## Deposició
Davant l'ascens de Lleó l'Isàuric, el comandant de les tropes orientals que s'havia revoltat nominalment en defensa d'Anastasi II, el 717 va abdicar prudentment i va deixar el tron a Lleó. Va viure la resta de la seva vida tranquil·lament retirat a un monestir. Fou enterrat a l'església de sant Felip a Efes.

## Hipòtesis d'identificació
El cronista Teòfanes indica que el metropolità d'Efes, que va ser una figura destacada durant el concili de Hieria el 754, era el fill de l'emperador "Tiberi III Apsimar". L'historiador Graham Sumner ha suposat que aquest personatge no és altre que l'emperador Teodosi III (el cobrador de taxes) qui, després de fer-se monjo hauria esdevingut metropolità vers el 729. Cyril Mango i Roger Scott han considerat que aquesta identificació és cronològicament improbable. Segons l'hagiografia d'Esteve el Jove (§42), el metropolità Teodosi d'Efes encara estava viu i en actiu el 763. Cal suposar, doncs, que a tot cas es tractaria d'un fill de Teodosi, que va prendre els hàbits al mateix temps que el pare i cal suposar també que Teòfanes es va equivocar i va escriure «fill de» en lloc de «net de» Tiberi Apsimar.